# Porroglossum teretilabia
Porroglossum teretilabia är en orkidéart som beskrevs av Carlyle August Luer och Walter Teague. Porroglossum teretilabia ingår i släktet Porroglossum och familjen orkidéer. Inga underarter finns listade i Catalogue of Life.